# 세조 (조선)
세조(世祖, 1417년 11월 11일~1468년 10월 2일)는 조선의 제7대 국왕이다. 세종의 둘째 아들로 태어났으나 형인 문종 사후에 조카 단종이 즉위하자 단종에게서 왕위를 물려받아 즉위하였다. 조선에서 최초로 왕세자를 거치지 않고 즉위한 임금이다. 정변을 정변을 일으켜 권력을 잡아 영의정이 되었으며 조카를 압박한 후에야 단종에게서 왕위를 물려받았다.
1453년에 계유정난을 일으켜 김종서, 황보인 등 권신들을 주살하고 정권을 잡았으며, 1455년에 조카 단종 에게서 왕위를 물려받아 임금이 되었다. 1456년에 단종의 복위를 도모한 사육신(死六臣)을 잡아 추국한 후 죽이고 그들의 계획을 알고 있음에 고하지 않은 단종을 노산군으로 강등시킨다. 이에 분개한 생육신(生六臣)은 관직을 버리고 초야에 묻혀 살기도 했다.
탄신일이 태종 17년 9월 29일이라고 알려진 바 있으나  출처 없는 정보이다. 세조실록 참고시 매 9월 24일마다 탄일 하례가 적혀있다. 이에 따라 세조의 음력 생일은 9월 24일이다. 따라서 태종 17년(1417년) 9월 24일 생이다.

## 개요
휘는 유(瑈), 본관은 전주, 자는 수지(粹之)이다.
세종과 소헌왕후의 둘째 아들이다. 문종의 친남동생이자 안평대군, 금성대군 등의 친형이며 단종의 숙부이다. 즉위 전 군호는 수양대군(首陽大君)이다.
왕자 시절 《월인석보》와 《역대병요》 등의 편찬에 참여했다. 말타기와 활쏘기, 사냥을 즐겨 했고, 권람과 한명회를 필두로 신숙주, 정창손, 정인지, 김질 등의 집현전 학사들을 포섭하여 세력을 확대하였다.
1453년(단종 1년) 계유정난을 일으켜 안평대군, 김종서, 황보인 등을 제거하고 영의정부사에 올라 전권을 얻은 뒤 일등정난공신에 녹훈되었다. 단종 대신 섭정하며 조정을 장악하였다.
1455년(단종 3년) 단종으로부터 명목상 선위의 형식을 빌어 즉위하였다. 이는 생육신과 사육신 등의 반발과 사림 세력의 비판을 초래하였다. 단종 복위운동을 저지하고 사육신과 그 일족을 대량 숙청하였다.
즉위 후 태종이 실시하였던 6조 직계제를 부활시켰으며 과전법을 수정하여 현직 관리에게만 토지를 지급하는 직전법을 시행하였다. 세종 때 설치한 4군과 6진의 출몰하는 여진족을 몰아내고 토관제도를 실시하여 두만강 유역의 영유를 확고히 하였다.
불교에 귀의하여 왕실 사찰과 탑을 중수하고 법당을 찾아 승려들을 모아 불사를 자주 행하였으며 불교 서적을 간행하였다.
재위 후반에는 반정을 통해 정계에 진출한 훈구 공신들의 세력이 강성해지는 것을 염려하여 사림파와 귀성군과 남이 등 신진 세력을 등용하여 균형을 유지하려 했다.
1468년(세조 14년) 9월 7일, 예종에게 전위하고 태상왕이 되었다. 전위 다음날인 9월 8일, 수강궁 정전에서 승하하였다.

## 생애

### 탄생과 성장
1417년(태종 17년) 그레고리력 11월 11일, 태종의 셋째 왕자인 아버지 충녕대군(세종)과 경숙옹주 심씨(소헌왕후)의 차남이자 네 번째 자녀로 태어났다.
태어나고 궁궐 밖에서 양육되었으며 세종이 즉위한 뒤에도 세조는 한동안 궁밖 민가에서 자랐다. 그것은 당시 유아 사망의 정도와 궁실의 분위기가 그에게 맞지 않았기 때문으로 보이며 이와 더불어 큰할아버지인 정종과 할아버지인 태종의 승하가 잇따랐기 때문에 아이가 자라기에는 아직 환경이 좋지 않은 탓도 있는 듯하다.
세조실록은 그에 대해 '어릴 때 민간에서 자랐으므로 모든 어려움과 사실과 거짓을 자세히 일찍부터 겪어 알고 있었다.'고 하였다. 세조는 또한 이미 다섯 살의 나이에 《효경(孝經)》을 외워 주위의 사람들을 놀라게 하였는데 그의 이러한 영특함은 자라면서 형제들 중 단연 뛰어나 아버지 세종과 형인 문종에게 인정을 받았다.

### 대군 시절

#### 입궐과 대군 봉작
1428년(세종 10년) 6월 16일, 진평대군(晉平大君)에 봉작되었다. 그해 10월 13일 당시 군기감 부정(軍器監副正)으로 재직중이던 윤번(尹璠)의 딸 낙랑부대부인 윤씨(정희왕후)와 결혼식을 올렸다.
1429년(세종 11년) 2월 세종이 평강(平康)에 친히 나가 무예를 강무(講武)할 때, 그는 그간 익혔던 궁술을 발휘한 적이 있었다. 이 때가 그의 나이 불과 열 셋이었다. 몰이꾼들이 몰아오는 사슴을 향해 화살 7발을 쏘았는데 이것이 모두 사슴 목을 관통하였으니 보는 이들이 모두 감탄하였다. 1431년 여름 피부병인 창진에 걸렸으나, 그해 9월 23일 의원 양홍달(楊弘達), 조청(曹聽), 노중례(盧重禮) 등의 진료로 병이 나았다. 세종대왕은 이들 의원에게 옷을 선물로 하사했다.
처음에는 진평대군이었으나 후에 봉작이 바뀌어 1433년(세종 15년) 6월 27일 함평대군(咸平大君)이 되었는데, 함평(咸平)은 함흥(咸興)의 별칭이었다. 그런데 그의 작호를 전라도 함평현(咸平縣)과 혼동될까 우려된다는 이유로, 그해 7월 1일 진양대군(晉陽大君)으로 개봉되었다.
1445년(세종 27년) 다시 수양대군(首陽大君)으로 개봉되었다.

#### 교육과 소년기
포은 정몽주의 제자 권우의 문하에서 수학한 세종은 왕위에 오르자마자 유교 정치의 이상을 실현하기 위해 자신의 세자(뒤의 문종)를 성균관에 입학시키고, 이어 다른 대군들도 성균관에 입학시켜 성리학을 배우게 한다. 세종은 왕업을 튼튼하게 하기 위해 왕자들의 교육에도 상당히 관심을 갖고 신경을 썼다. 이러한 세종의 특별 배려 속에 왕자들과 함께 수학하였으나 그 가운데에서도 다재다능하여 일찍 배운 것을 습득하고 응용하였다.
1433년 12월 12일 조선을 방문했다가 명나라로 돌아가는 사신 맹날가래(孟捏加來)·최진(崔眞) 등을 세종대왕을 대신하여 전송하였다. 1434년 18세 때 그는 세종을 따라 왕방산(王方山)에서 강무하게 되었는데 그는 하루아침에 사슴과 노루 수 십 마리를 쏘아서 털에 묻은 피가 바람에 날려 겉옷이 다 붉게 물들었다. 늙은 무사 이영기(李英奇) 등이 보고 감격하여 “오늘 뜻밖에 다시 태조의 신무(神武)를 뵙는 듯합니다.” 하였다. 박시백 화백의 《조선왕조실록》(휴머니스트)에 의하면, 수양대군은 박식하지만 병약했던 형 문종과는 달리 무예 실력도 출중했다. 승마와 격구, 활쏘기 재주가 뛰어났고, 사냥을 즐겼다.
그는 일찍부터 무인의 기질이 뛰어났다. 사람들이 궁마(弓馬)에 대한 일을 이야기하려 하면 그는 마음속으로 이를 좋아하였고 자신도 그렇게 하려고 마음먹기도 하여 항상 활과 화살을 가지고 다녔다. 또 당시 수렵 중 가장 재미있고 호쾌한 것으로 꼽히던 매사냥을 좋아하여 자신이 직접 매를 사육시켜 사냥을 다니곤 하였다. 자칫 궁중 생활로 약해질지도 모르는 체력을 승마를 통하여 다져나갔다. 세조는 사냥과 궁술, 마술 등을 익혀 상당한 정도의 경지에 이르렀고, 이는 훗날 무인 선발과 그가 중심이 되어 편찬하는 <역대병요(歷代兵要)> 찬집에 도움이 되기도 한다.
1435년(세종 17) 4월 1일 명나라 사신이 한성에 왔으나, 병으로 접견이 어려운 세종대왕 대신, 4월 27일까지 그가 명나라 사신단을 접대했다. 1436년(세종 18) 2월 세종이 세조가 문학을 좋아한다고 하여 친히 <자치통감(資治通鑑)>을 내려 주었다. 이 때 세조가 고금의 서사(書史)를 다 보았고, 더욱 성리학에 정통하였는데 매양 말하기를, '천하의 서적을 다 읽지 않고서는 나는 다시 활을 잡지 않겠다.'라고 하였다. 그의 형인 세자는 일찍이 수양의 활에다 쓰기를, '철석 같은 그 활이여, 벼락인양 그 살이로다. 버티임은 보겠으나 풀어짐을 못 보겠네.'라는 시를 친히 적어주기도 하였다.

### 정치 활동

#### 정치활동 초기와 전제 개혁
부왕 세종의 병환과 그의 재능을 알아본 세종의 특별 지시로 그는 정사에 참여할 수 있었다. 1439년(세종 21년) 7월 종친(宗親)들을 관리하는 종부시 제조(宗簿寺提調)가 되었다. 이후 전제상정소(田制詳定所)를 설치하면서 전제상정소 도제조(田制詳定所都提調)가 되어 농지를 실제 농민에게 부여하는 토지제도의 분배 재개혁을 주관하였으며, 세종 재위기간 중 치평요람(治平要覽)· 역대병요(歷代兵要)·의주상정(儀註詳定) 등의 서적의 편찬과 찬술을 감독하였으며 중국의 운회(韻會)를 훈민정음(한글)로 번역하였다. 또한 명나라와 천축국에서 불서들을 구하여 불서들을 훈민정음으로 번역, 보급하기도 했다.
1440년(세종 22년)에 세종이 규표(圭表 : 천문관측기계의 하나)를 바로 잡을 때의 세조와 안평대군 및 다른 유신들에게 명하여 삼각산 보현봉(普賢峯)에 올라 해지는 곳을 관측하게 하였다. 돌길이 위험하고 또 불측한 벼랑이 내려다 보였으므로 안평대군 이하의 모든 사람들이 모두 눈이 어지럽고 다리가 떨려서 전진하지 못하였으나 세조만은 유난히 걸음이 나는 듯하여 순식간에 올라갔다 내려갔다 하니 보는 이가 모두 탄복하여 `따를 수 없다' 하였다. 늘 소매 넓은 옷을 입었으므로 궁중 사람들이 모두 웃으니 세종이 이르기를, "너와 같은 용력있는 사람은 의복이 이만큼이나 넓고 커야만 될 것이다."라고고 하였다.
1441년 6월 세종의 명으로 《치평요람(治平要覽)》의 간행, 인쇄를 감독하였다. 1443년 10월 말에는 토지의 측정에 참여하였다. 1443년(세종 25년) 11월 전제 상정소(田制詳定所)가 설치되자 도제조(都提調)가 되었다가 1444년 전제소 제조(田制所提調)에 임명되었고, 1445년(세종 27년) 진양대군에서 고쳐져서 수양대군(首陽大君)으로 개봉되었다.

#### 문종의 대리청정
세종이 병들고 세자였던 문종이 대리청정을 하자, 그는 동생인 안평대군과 함께 신하들에게 세종과 문종의 교지를 전하기도 하였다. 수양대군과 안평대군 형제는 당시 조정 중신들이 왕권에 공공연히 도전하는 것을 보고 탐탁치 않게 여기며 후일을 기약했다고 한다. 그러나 둘째 아들 수양과 셋째 아들 안평에게 야심이 있다는 것을 간파한 부왕 세종대왕은 수양과 안평을 궐 근처에서 떨어져 있게 했다.
세종 자신의 생각도 통념적인 종법대로 적자로서 왕위를 계승시켜 왕위 계승의 올바른 길을 마련해야 한다는 의지를 갖고 있었다. 그러나 수양의 야심을 경계하면서도 수양이 왕위에 오르리라는 생각은 불가능하리라 확신했고, 세조의 형인 문종도 모든 면에 있어 군주로서의 능력을 십분 가지고 있었다. 수양의 역할이란 그저 왕실을 보위하는데 기여하는 것으로 끝날 수 밖에 없었을 것이다. 그러나 문종은 체력, 건강이 좋지 않았다. 세종 자신도 소갈증과 눈병, 고혈압을 비롯한 질환에 시달려 건강이 좋지 않고, 좀 이른 시기이기는 하지만 문종에게 섭정을 하게 하여 왕위계승을 둘러싼 혼란을 미연에 방지하고자 하였다. 이에 부왕 세종은 성삼문, 박팽년, 신숙주, 신주원, 이개 등 집현전 학사들에게 어린 원손을 보필하라는 당부를 여러번 거듭하였다.

### 저작 활동

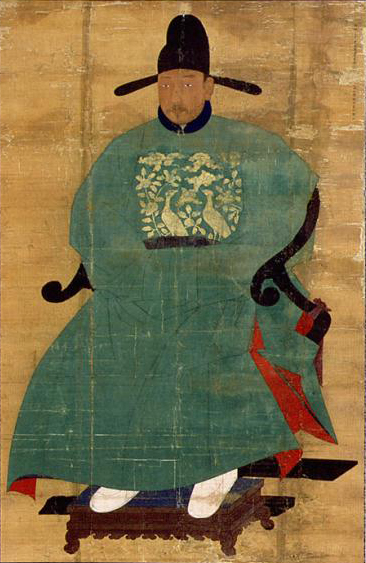
신숙주 초상
----집현전 내 수양대군의 지지세력으로, 세조는 즉위 후 그를 당태종의 위징에 비유하기도 했다.

수양대군이 야심이 있다는 소문이 문종 즉위 초부터 확산됨에 따라 그는 철저하게 자신은 왕위에 뜻이 없는 것처럼 행동하였다. 계속 명나라와 인도에서 불서들을 수입하여 탐독하였고, 매사냥과 활쏘기를 즐겨하였다.
수양대군은 세종의 병약함을 기회로 일부 국정전반에 참여할 수 있었다. 그러나 그는 왕이 되고자 하는 야심을 철저히 숨겼고, 정치보다는 학문과 서적 간행에 힘쓰면서 인맥을 형성하고 정치를 하려는 기회를 노렸다. 이때에 그는 한명회, 권람을 알게 되고 그들로부터 뒤에 신숙주, 정인지 등의 인재들을 포섭하게 된다. 대군으로 있으면서 그는 전제상정소(田制詳定所)를 설치하여 도제조(都提調)가 되어 토지제도의 재개혁을 맡았으며, 〈치평요람 治平要覽〉·〈역대병요 歷代兵要〉·〈의주상정 儀註詳定〉 등의 책을 찬술했고 중국의 〈운회 韻會〉를 한글로 번역했다.
그는 집현전의 학사들의 마음을 얻으려고 하였으나 실패하였다. 집현전 학사들 중 일부는 안평대군에게 마음을 두고 있었다. 그러나 그는 신숙주와 정인지 등을 자신의 편으로 포섭하는데 성공한다.

### 집권 과정

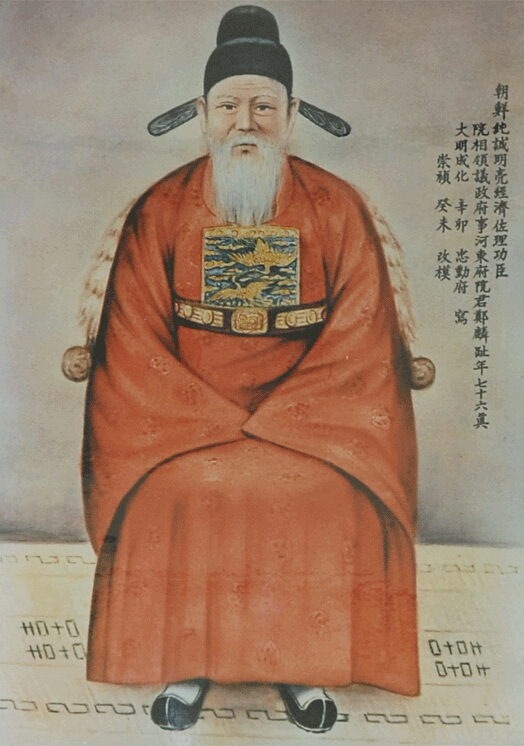
정인지
----세조의 측근이자 사돈이 된다.

#### 왕족, 훈신들의 위기 의식
그는 보통의 왕자로 남을 수도 있었다. 그러나 문종이 병약했고, 후사(단종)도 나이가 어렸다. 세종 자신도 병중인데다가, 문종은 부왕보다도 더 병약하여 요절할 우려도 있었다. 세종은 일찍 문종에게 대리청정을 하게 하여 왕위계승을 둘러싼 혼란을 미연에 방지하고자 하였다. 세종은 또, 자신이 죽고 세자 역시 오래 못갈 것을 예상하고 집현전의 학사들에게 어린 세손의 보필을 부탁하였다. 그는 이를 기회로 여기게 되었다.
1450년 세종이 승하하고 문종이 그 뒤를 이었다. 1452년(문종 2년) 4월 관습 도감 도제조(慣習都監都提調)에 임명되었다. 이때 그는 야심을 철저히 숨기고 불사 중창과 법회에 참석하는 등 자신의 뜻을 철저히 감추었다. 그가 관습도감 도제조가 되자 사간원에서 종친에게 실직을 주는 것이 옳지 않다고 탄핵했으나 문종이 듣지 않았다.
1452년 문종은 병약하여 즉위한 지 2년여 만에 승하하고 12살의 어린 조카 단종이 즉위하였다.그런데 어린 단종이 즉위하고 김종서나 황보인 등이 황표정사를 시행하자 불만이 강하게 나오고 있었고 종친들은 저마다 영향력을 강화하려 하였다. 분경(청탁 등의 목적으로 종친을 방문하는 일)을 금지하려 하자 수양대군 등이 강력항의 하여 김종서 등 신하들은 시행하지 못했다.

#### 정변 기도와 권력 장악
단종이 즉위하자 왕족의 대표로서 자신을 단종을 최측근에서 모실 수 있는 보호자라고 말하였고, 무신 세력을 양성하여 왕위를 찬탈할 기회를 호시탐탐 엿보고 있었다. 그러던 중, 안평대군 계열이 먼저 손을 쓰려는 움직임이 감지되자 1453년에 계유정난을 일으켰는데, 이때 그는 지나치게 비대해진 신권을 억압한다는 명분으로 종친과 사대부가 모두 지지한 것은 아니다. 이후 장악원 제조(掌樂院提調) 등을 역임하며 권력 기반을 다지게 된다.
이어 1453년 10월 수양대군은 한명회·권람 등과 공모하여 홍윤성·홍달손 등의 병력을 동원함으로 문종의 고명(誥命)을 받아 단종을 보필하던 황보인·절재 김종서(섭정)·정분 등을 죽이고 10월 10일 아우 안평대군을 강화도에 유배시켜, 병조판서, 이조판서 등을 겸한 뒤 스스로 영의정부사 겸 섭정이 되어 정권을 완전히 장악하였다. 이어 1454년(단종 3년) 3월 논공행상을 정하여 정난공신을 책정하고 자신은 분충장의광국보조정책정난공신(奮忠杖義匡國輔祚定策靖難功臣) 1등관에 서훈하였다.
그 뒤 안평대군의 양가의 재산을 적몰하고, 성녕대군 부인 성씨 등을 폐출시킨 뒤 안평대군의 가족, 측근들을 노비로 삼았다. 이후 안평대군의 처형을 유도하여 탄핵, 그해 10월 19일 강화도 배소에서 사사한 뒤, 실권을 장악했다. 3월말에는 스스로 중외 병마 도통사가 되어 병권을 장악하였고, 이어 동생 금성대군과, 단종의 보호자로 세종의 후궁이며 단종을 양육했던 혜빈 양씨 등이 그의 집권에 반발하였으나, 훈신들의 추대로 1455년 음력 6월에는 결국 단종을 강제적으로 왕위에서 밀어냄으로써 조선의 새 왕으로 등극하였다.
바로 혜빈 양씨와 금성대군이 서로 결탁하여 전횡을 휘둘렀다는 이유로 탄핵한 뒤 가산을 몰수시키고 혜빈 양씨는 충청도 청풍으로, 금성대군은 경상도 순흥으로 유배보냈다. 또한 영풍군은 예안(禮安)으로 유배 된 후 6월 27일에는 임실(任實)로 이배 되었다가 청풍으로 위리안치(圍籬安置)시킨다. 한남군은 윤6월 11일에 금산(錦山)에 유배보냈다가 아산(牙山)에 이배되었으며 세조 2년인 1456년 음력 6월 27일에는 함양(咸陽)으로 옮겨졌다. 그리고 같은 해 1455년 12월 17일(음력 11월 9일) 혜빈 양씨를 교수형에 처한다.

### 즉위 이후

#### 즉위 초반
즉위 초 그는 왕권 강화를 목표로 중앙집권을 추진한다. 세조는 육조직계제를 실시하고 세종대의 의정부서사제를 폐지했다. 세조는 관제 개편과 신하들의 기강 확립을 통해 중앙 집권제를 확립했으며, 또한 호패법을 다시 복원하였다. 국방력 신장에도 힘써서, 각 읍의 군사를 5위에 분속토록 하여 군제(軍制)를 확정, 각 역로를 개정하여 찰방(察訪)을 신설, 예문관의 장서를 간행했고, 각 도의 거진(巨鎭 : 중간 규모의 군진)을 설치했다.
각지의 수령을 국왕이 직접 임명하되, 백성들에게 수령을 탄핵할 수 있는 권한을 부여하였다. 8도의 관찰사가 일부 작은 현의 현감, 현령을 임명할 수 있었으나 현령과 현감은 왕이 직접 임명하는 것으로 바꾼다. 또한 영의정, 좌의정, 우의정 등의 삼정승과 좌찬성, 우찬성이 육조판서들의 정무를 결재하는 의정부서사제에서 왕이 직접 육조판서들의 서류를 결재하고 정무를 주관하는 6조 직계제로의 개정을 추진하였다. 그러나 예조참판인 하위지가 이를 정면으로 반대하였다.
이때 세조는 내가 나이가 어려 국정을 처리 못하겠는가 하며 하위지를 참형에 처하라는 지시를 했다. 사관은 이 사건을 두고 정변후임을 알지 못하고 하위지가 어리석은 의견을 개진했다고 평했다(당일 조선왕조실록 참고)
세조는 하위지의 재주와 신념을 아껴 그에게 여러번 교서를 내려 부름을 받아 예조 참판에 임명하였다. 그러나 그의 본 뜻은 진실로 단종을 위하는 일에 있었기 때문에 세조의 녹(祿)을 먹는 것을 부끄럽게 여겨 세조가 즉위한 해부터의 봉록은 따로 한 방에 쌓아 두고 먹지를 않았다 한다. 그러나 하위지는 세조의 강권정치에 맞서다가 왕의 노여움을 사서 추국의 명을 받기도 하였다.
즉, 세조가 즉위하자 왕권 강화책으로 종전부터 시행하던 의정부 서사제(署事制)를 대신하여 육조가 관장사무를 의정부를 거치지 않고 직접 왕에게 상계하는 육조 직계제(六曹直啓制)를 다시금 시행하여 의정부의 권한을 축소시켰다.
이러한 세조의 조처에 반대하고 고대 주나라 제도를 들어 의정부 서사제의 유지를 강력히 주장하였던 것이다.
하위지는 즉위 초 세조가 역대병요와 병서 편찬을 도운 사람들을 승진시키려 한 것을 반대하였다. 단종 즉위 초, 수양대군이 앞장서서 《역대병요》 병서(兵書)의 편찬에 참여했던 집현전 학사의 품계를 승진시키려 하였다. 역대병요와 병서의 책임자가 수양대군이었기 때문이다. 그러나 그는 서적의 편찬 사업은 집현전 본래의 업무이므로 품계를 올려야 할 하등의 이유가 없음을 들어 단종에게 상소를 올려 자신의 품계를 올리는 것에 반대하였다. 또한, 이 일을 수양대군이 나서서 처리하는 데 대해서도 반대하였다. 즉, 관직을 내리고 상을 주는 것은 국가의 공기(公器)이므로 경솔히 시행할 수가 없고, 그리고 종신(宗臣)의 신분으로 사은(私恩)을 베풀려는 수양대군의 처사는 매우 부당하다는 것이다. 그는 자신의 직책이 의리상 불가하다고 청해 집현전 직제학에 전보되었다.
한명회를 시켜서 행정기관의 개편을 추진하고 향소부곡 제도를 폐지한다. 한명회는 5가구를 1개의 통으로 묵는 오가작통법과 다시 5개의 통을 1개 리로 하고, 몇개의 리를 면(面)으로 하는 면리제를 창안하여 세조에게 건의한다. 오가작통법으로 세금의 납부가 수월해졌고 세금납부를 피하여 달아난 자들에게는 같은 통과 리에 사는 주민들에게 세금을 거두게 된다. 오가작통법은 조선 말기까지 유지되었으나 면리제는 대한제국이 멸망한 후에도 계속 유지된다.

#### 두 번의 단종 복위 사건과 대숙청
1455년 7월 25일(윤 6월 11일)에 승천체도열문영무(承天體道烈文英武)의 존호를 받았다.
1453년 10월 25일 함길도 종성에서 일어난 이징옥의 난이 발생했으나 부하들이 이징옥을 배신하는 내분으로 쉽게 토벌했다.
1456년 2월 단종을 복위시킬 목적으로 성삼문 등이 거사를 도모하다가 세조의 측근인 정창손의 사위 김질의 밀고로 일망타진되었다.
세조가 즉위한 이듬해 (1456년) 에 성삼문·박팽년·유성원·하위지·이개·김문기 등을 비롯한 집현전 학사 출신 관료들과 유응부, 성승 무인들은 연회때 별운검을 설치한 뒤 세조 3부자를 제거하고 단종의 복위를 꾀하려 계획을 수립하였다. 그러나 가담자의 한명인 김질이 자신의 장인 정창손에게 이를 말하고, 정창손의 설득에 의해 사육신의 정변 기도를 폭로한다. 1456년 6월 성삼문 등이 단종의 복위를 꾀했다는 사실을 알게 된 세조는 단종을 노산군으로 강봉한 후 강원도 영월로 유배보내고, 집현전을 폐지하였다. 세조는 사육신을 직접 국문하였다. 하위지 등은 그의 편에 서면 용서해주겠다는 제의를 거절했고, 박팽년은 세조에게 신(臣)이라 말하기를 거부하고, 거(巨)자로 썼으며, 세조 즉위 이후에 받은 월급은 받지 않고, 한 창고에 쌓아두었다. 세조는 사육신과 관련자들을 비롯한 그 남성 일족 6백여 명을 처형하고, 유배보냈으며 사육신 가문의 여성들은 공신의 노비와 관비로 충군하였으며, 4촌 이상의 친척들은 노비로 삼거나 외지로 유배를 보내는 등의 대숙청을 감행한다.
1457년 9월, 세종의 육남이자 세조의 넷째 동생 금성대군이 다시 한번 단종 복위계획을 세운다. 이렇게 금성대군, 순흥부사 이보흠 등이 또다시 단종 복위 사건을 일으키자 금성대군 관련자를 처형하였다. 또한 사육신과 관계된 여인과 재산을 공신의 노비로 분배하여 멸문시켰다. 세조의 조정에 출사하지 않고 야인으로 일생을 보낸 학자도 있었다. 이들을 단종복위사건으로 숙청된 사육신에 대비하여 생육신이라 한다. 결국 이러한 일련의 사건은 세조로 하여금 의심을 더욱 부추기는 원인이 됐고, 조카인 단종을 죽이게 하는 결정적인 계기로 작용하였다. 세조는 결국 신하들의 간언에 따라 단종에게 죽음을 내렸고, 단종은 17세의 나이로 사약을 받게 되었다(정확하지 않다. 세조실록은 단종을 후히 장사지내주었다고 기술되어 있으나 시신을 수습
하지 않아 호장 엄흥도가 시신을 매장하고 달아난 것은 노산군에서 단종으로 복위때 실록에 기술되어 있는 사실이다).

#### 사림파의 등용
한편 사육신과 관련된 자들 및 집현전 학사의 대대적 숙청과 함께 생육신 같은 지식인들이 그에게 등을 돌리고 낙향하여 시골과 야산에 은거한다. 사육신 등을 처형한 뒤 문사들을 억압, 탄압한다는 비판에 직면하자 그는 정몽주의 후손들과 문도들을 발굴해서 등용한다. 이때 김숙자와 김종직 역시 등용되는데, 이들의 정계 진출 이후 향촌에 은거하던 사림파가 중앙 정계에 진출하게 된다. 처음에 어떤 대신이 김종직(金宗直)을 천거하자 세조는 친히 만나보고는 면전에서 '완고하여 쓸모 없는 선비다. 등용할 것 없다.'고 하였다. 그러나 훈구파의 발호를 두려워한 그는 훈구파를 숙청하지 못하는 대신, 김종직을 청요직에 기용한다.
김종직은 세조에 의해 등용되었으면서도 후일 조의제문을 지어 세조의 반정을 조롱했고, 김종직의 제자들과 그의 학파는 세조의 반정을 찬탈로 규정하고 조롱하였으며, 이는 훗날 김일손이 무오사화 때 처형당한 원인이 되었다. 세조 즉위 중반에는 사림의 세력은 미약하였으나 손자인 성종대에 사림은 본격적으로 정계에 진출하여 하나의 정파세력을 형성하게 된다.

#### 내정과 외치
세조는 먼저 신하들의 권력을 제한하고, 왕권을 강화하는 정책을 폈다. 세조는 관제 개편과 신하들의 기강 확립을 통해 중앙 집권제를 확립했으며, 또한 호패법을 다시 복원하였다. 국방력 신장에도 힘써서, 각 읍의 군사를 5위에 분속토록 하여 군제(軍制)를 확정, 각 역로를 개정하여 찰방(察訪)을 신설, 예문관의 장서를 간행했고, 각 도의 거진(巨鎭 : 중간 규모의 군진)을 설치했다.
1457년에는 《동국통감》, 《국조보감》 등의 편찬을 시작하는 등 법전 편찬과 서적 편찬 등의 사업을 벌였으며, 원구제(圜丘祭)를 실시하는 등의 문화 사업을 펼쳐 사회를 새롭게 바꾸어 나갔다.
1459년 신숙주(申淑舟)를 파견하여 여진족을 타이르게 했고, 경고를 듣지 않자 토포사를 보냈다. 또한, 이 해에 아버지 세종대왕과 장남 의경세자의 명복을 빌기 위해 《월인석보》를 간행하였다.

목판본 《월인석보》 제1권에 일부 실린 '세종어제 훈민정음'

이듬해 《경국대전》의 편찬을 시작하였다. 1461년에는 간경도감(刊經都監)을 신설하여 불경을 간행했으며, 불교를 숭상하여 《원각경》(圓覺經)을 편찬하게 하고 원각사(圓覺寺)를 창건했다. 또한 과전(科田)을 폐지하고 직전제(職田制)를 실시토록 하였다. 규형(窺衡)·인지의(印地儀)를 친히 제작하여 토지 측량을 용이하게 하였다.
한편 그가 며느리인 귀인 권씨(貴人 權氏)와 소훈 윤씨(昭訓 尹氏)를 범하려 했다는 추문이 돌았다. 권귀인과 윤소훈은 세조의 장남 의경세자의 후궁들이었다. 김일손은 이 사실을 그대로 사초에 실었다가 사화의 원인이 되었고 김일손 자신도 희생되었다.김일손은 귀인권씨의 조카이자 양자 허반(許磐)에게서 들은 것을 사초에 기록하였는데 연산군은 사초 기사 중 권귀인은 바로 덕종의 후궁이온데 세조께서 일찍이 부르셨는데도 분부를 받들지 아니했다'는 구절과 '세조는 소훈 윤씨(昭訓 尹氏)에게 많은 전민과 가사를 내렸고 항상 어가가 따랐다'는 사초의 내용을 구실삼았다.

#### 서적 간행 지원
세종 사후 세조 때 다시 활판 인쇄술이 활기를 띠고 서적의 보급이 재확산되는데, 활자를 주조, 보급하여 활판 인쇄와 서적 출간을 장려하기도 했다. 그런데 그의 출판 사업 중에는 <법화경> <금강경> 등 대장경을 인쇄하여 유포함으로써 불교발전에 이바지한 업적도 특기할 만하다.
또한 역사 관련 서적을 편찬, 재간행, 중수하고 이를 반포하여 사대부와 일반 백성들에게도 필독을 권고하여 국가의식, 민족의식을 고양시켰다. 〈국조보감 國朝寶鑑〉의 편수, 〈동국통감 東國通鑑〉의 편찬, 〈경제육전 經濟六典〉의 정비 등의 일련의 편수·편찬 작업이 이루어졌다. 이밖에도 〈오륜록 五倫錄〉·〈역학계몽도해 易學啓蒙圖解〉·〈주역구결 周易口訣〉·〈대명률강해 大明律講解〉·〈금강경언해 金剛經諺解〉·〈동국지도 東國地圖〉·〈해동성씨록 海東姓氏錄〉 등의 편찬사업을 적극 추진하였다.
1461년(세조 7년)에는 자신의 친필로 《대불정여래밀인수증요의제보살만행수능엄경》을 간행하였다. 주자소에서 세조의 친필과 강희안의 필적을 바탕으로 을해자(乙亥字)와 한글활자로 인출한 책으로, 한글 창제 무렵의 국어의 특징과 조선 초기 활자사 연구에 있어서 귀중한 판본이다. '대불정여래밀인수증요의제보살만행수능엄경'은 후일 보물 제1520호로 지정된다. 불교 경전과 불교 관련 서적들이 시중에 대량으로 유포, 확산되었으며, 훈민정음으로 된 책 중에는 불경, 불서가 대량으로 시중에 유통되었다.

#### 말년

##### 현덕왕후 저주 관련
1457년 음력 6월 갑자기 악몽을 꾸고 형수 현덕왕후의 묘를 파헤쳐 폐서인시켰다. 이를 두고 여러 가지 전설과 야사가 나왔고, 세조 사후 희극 작품의 소재의 하나가 되기도 했다. 야사는 1457년 아들 덕종(의경세자)이 일찍 죽자 세조가 아들 단종의 죽음에 한을 품은 문종비 현덕왕후의 혼령이 사주한 것이라 착각하여 현덕왕후의 무덤을 파헤치고 관을 꺼내는 엽기적인 행각을 저질렀다고 전한다. 그러나 음애 이자가 쓴 '음애일기(陰崖日記)'에 의하면 그냥 물가로 이장했다고만 전한다. 음애일기에 의하면 '1457년의 어느 날 세조가 궁궐에서 낮잠을 자다가 가위에 눌리자 소릉(현덕왕후릉)을 파헤치라고 명하였다. 사신이 석실(石室)을 부수고 관을 끌어내려 하였으나, 무거워 들어낼 도리가 없었다. 군민(軍民)이 놀라고 괴상하게 여겨 제사를 지내니 그제서야 관이 움직였다. 이를 평민의 예로 장사지내고 물가에 옮겨 묻었다.'는 것이다. 야사와 달리 의경세자가 사망한 것은 1457년 음력 9월 2일로, 오히려 단종(1457년 음력 10월 21일)보다 한 달 정도 먼저 사망했다. 그러나 시중에는 현덕왕후의 저주로 의경세자가 사망했다는 소문이 시중에 유포되었다.
또한 현덕왕후가 세조 시기인 1457년 음력 6월 26일에 서인(庶人)으로 격하되었지만, 그것 또한 현덕왕후의 어머니와 동생이 단종 복위 운동을 벌이다 발각되어 처형당해 현덕왕후(1457년 음력 6월 26일 폐서인)가 아버지 권전(1456년 음력 7월 7일 폐서인)과 함께 연좌된 것이었다. 폐서인된 왕후의 능은 평민의 격에 맞도록 작게 재조성되었고, 제사 또한 지내지 않게 된다.
이후 중종 때부터 현덕왕후의 연좌제 적용이 합당치 않다는 주장이 제기되었고, 그에 따라 1513년 음력 3월 12일에는 중종이 현덕왕후를, 1699년 음력 7월 15일에는 숙종이 현덕왕후의 아버지 권전을 명예 회복시키게 된다.

##### 문둥병
세조는 피부에 고름이 생기다가 나병으로 이어졌다. 세조가 나병에 걸리게 된 원인은 조선왕조실록에는 기록이 나타나지 않는다. 전설에 의하면 단종의 어머니인 현덕왕후의 원혼이 세조의 꿈에 나타나 내 아들을 죽인 원수라며 침을 뱉은 이후로 병증이 심해졌다 한다.
어의들도 치료를 못하자 그는 그 치료를 위해 온천욕을 즐겨 다녔으며, 아산의 온양온천 등에 행궁하기도 했다. 한번은 강원도 평창군 오대산 상원사 문수보살상 앞에서 100일 기도를 했다. 기도를 마치고 몸이 가려워 혼자 목욕을 하는데, 지나가는 동자승이 있어서 등을 밀어달라고 했다. 그리고 "네가 나가서 행여나 사람을 만나더라도 상감 옥체에 손을 대고 흉한 종기를 씻어드렸다는 얘기를 해서는 안 된다."고 하였더니 동자승이 미소를 지으며 "잘 알겠습니다. 상감께서도 후일에 누구를 보시던지 오대산에 가서 문수동자를 친견했다는 말씀을 하지 마시기를 부탁드립니다."하는 말과 함께 홀연히 사라져 버렸다는 전설이 있다. 현재 오대산 상원사 문수전에는 세조가 보았다는 목조 문수동자상이 있다.
세조는 상원사에서 백일기도를 드린 뒤, 5만 명의 화공과 5만 명의 목수를 동원, 자신의 기억을 되살려 문수동자상을 조성해 상원사에 봉안했다. 문수동자상은 1466년(세조 12년) 나병이 일시적으로 낫자 이를 기념하여 제작, 봉안한 것이다. 문수동자상은 1984년 10월 15일 국보 221호로 지정된다.
세조의 딸 의숙공주는 세조의 나병이 낫기를 기원한 기도문을 지어 문수동자전에 바쳤다. 의숙공주의 기원문은 1984년 7월 21일 평창군 상원사의 승려들 사리들과 함께 발견되었다. 문수동자상 내에서 속적삼도 발견되었는데, 이 속적삼은 1991년 3월 학자들의 연구 결과 세조의 것으로 밝혀졌다.

#### 불교에 귀의

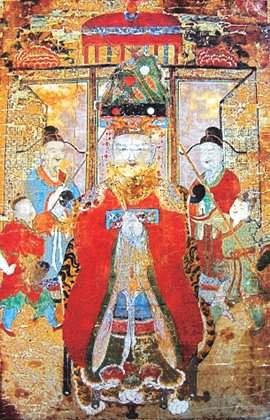
합천 해인사 세조존상도(합천 해인사 소장)

말년의 세조는 심한 악몽에 시달렸고, 밤에 잠을 이루지 못했다. 악몽과 악몽으로 인한 불면증을 계기로, 세조는 불교에 귀의할 결심을 한다. 시중에는 그의 아들 의경세자가 낮잠을 자다가 가위눌림으로 죽은 것도, 현덕왕후의 원혼이 죽인 것이라는 낭설이 떠돌기도 했다. 세조는 오래 악몽에 시달렸고 병세가 악화되었다. 그의 불교 귀의는 유교 성리학을 국교로 하는 조선의 국가 이념, 개국 이념과 정면 배치되는 것이었다. 그의 불교 귀의에 항의하여 김종직을 비롯한 사림 학자들과, 훈구 유학자들은 연명 상소와 사퇴 등으로 항의의사를 표시하기도 했으나, 세조의 만류로 무마되었다. 그러나 조선건국 당시 금지한 불교 금지령을 완화시켜 양반 사대부들 중에도 불자가 나타나기도 했다.
세조는 훈신 중 김수온(金守溫)의 형인 승려 신미(信眉, 본명은 김수성(金守省))를 왕사(王師)로 받들어 궁궐로 초빙했다. 유학자들은 연명상소와 사퇴를 선언했지만, 세조는 이를 묵살했다. 신미는 세종대왕 당시 세종대왕의 명으로 궁궐 내에 내원당(內願堂)의 건축과 법요(法要)를 주관했으며, 세종대왕의 명으로 복천사(福泉寺)의 중수를 맡아보았다. 문종 즉위 후에 신미는 선종의 지도자인 선교도총섭(禪敎都摠攝)에 임명되기도 했다. 신미는 평창 오대산 상원사의 중건에도 관여하였다.
세조는 여러 불당의 중수와 창건을 지원하였다. 훈구파 공신들과 사림파 신진 관료들의 반대에도 불구하고 궁내에 불당을 지었고, 원각사와 신륵사 등을 지원하였다. 또한 수종사(水鍾寺) 등의 중건을 지원하기도 한다. 강원도의 월정사, 상원사 등에도 적극 시주, 후원하였고 파주 보광사, 남양주의 수종사와 양평 용문사, 합천의 해인사 등도 그가 후원하는 사찰들이었다.
그가 지원하던 사찰 중에는 경기도 양주 송촌리 용진의 운길산 수종사(水鍾寺)도 있었다. 그런데 수종사는 세조가 죽인 자신의 동생 금성대군 유가 시주해 세운 곳이기도 하다. 세조는 수종사를 다시 중건하고 대대적으로 지원하였다.
또한 세조는 유점사를 왕실의 복을 비는 원당으로 정하였으며, 조선의 왕 중에서는 유일하게 직접 금강산에 와서 장안사, 표훈사, 정양사 등을 들러보며 매년 쌀 100섬과 소금 50섬을 금강산의 사찰들에 (시주로) 지급하도록 지시한다. 이를 '세헌'이라고 하는데 뒤에는 200여섬으로까지 늘어나게 된다. 그런가 하면 반역죄로 처형당한 사람의 토지와 노비, 삼림 등을 금강산 사찰들에 나눠주기도 했다.
한편 그의 사후 금강산에 있는 표훈사에 그의 영정이 봉안되기도 했다. 합천 해인사에도 그의 영정이 봉안되었는데, 해인사의 영정은 1458년 7월 28일 윤사로, 조석문 등을 해인사 행향사(行香使)로 임명해 해인사에 파견할 때, 윤사로와 조석문의 건의로 해인사의 무명 승려에 의해 제작되었다. 이 해인사 영정은 2000년대까지도 전하고 있다.
왕자시절부터 불교에 심취했던 그는 불교는 왕실의 안녕과 미래를 보장하는 종교적인 신앙으로서 필요했다. 세조는 불교가 가지고 있는 호국성에 근거한 국가·민족 의식의 고양을 통해 국방력과 집권체제의 강화를 도모하고자 원각사(圓覺寺)를 세우고 〈월인석보 月印釋譜〉를 간행하였다. 1461년에는 간경도감(刊經都監)을 설치해 많은 불경을 국역하도록 명하기도 했다.

### 최후
나병을 앓던 그는 거듭된 악몽과 불면증에 시달렸고, 정신병적인 망상도 심해졌다. 1467년(세조 13) 5월에 함경도 회령에서 이시애가 반란을 일으켰다. 이시애는 유향소의 불만·불평, 백성의 지역감정 등에 편승하여 거병, 단종 폐위 등은 반역이라는 명분으로 거병했다. 그해 7월 조카 귀성군 준과 강순을 파견하여 평정케 하고, 8월 12일 진압한다. 이어 강순을 파견하여 함길도 너머 건주위(建州衛) 여진족을 토벌하였다. 그는 무장들을 신뢰하여 귀성군 준, 남이, 강순 등을 측근에 두었는데, 이들에 대한 세조의 총애에, 어떤 이유로 반감을 품은 왕세자는 즉위하자마자 이들을 모두 숙청했다.
한편 훈구 공신들의 발호를 우려하던 그는 만년에 길재, 김숙자 등 정몽주의 문하생들과 김종직 등을 중용하였다. 그러나 이들은 성종대에 가서 본격적으로 정치세력화된다.
말년에는 조카 단종을 내쫓다 못해 죽인 것에 대한 죄책감으로 인하여 불교에 귀의했다고도 한다. 왕위를 찬탈한 행위가 유교의 시각으로는 결코 용납되지 않는 만큼, 세조의 불교 융성 정책은 유교적 입지가 약했던 세조 나름의 성리학자 견제수단이었다는 견해도 있다. 그는 자신의 병을 일반적인 역창이나 종기 정도로 여겼지만 그의 병은 피부가 썩어들어가는 나병(癩病)이었다. 악몽과 불면증, 신경쇠약 등으로 병세는 차도를 보이지 않았다. 1468년 세조는 자신의 건강이 점점 악화되어 가고 있음을 깨닫고, 한명회 및 신숙주, 구치관 등을 불러 그들에게 왕세자를 잘 보필해줄 것을 부탁했다. 음력 9월 7일에 왕세자에게 왕위를 물려주고. 다음 날인 8일에 승하하였다. 바로 9월 10일 명나라에 고부사신 황중(黃中)·김계박(金繼朴) 등을 파견하여, 그해 12월 29일 혜장이라는 시호를 받아왔다. 당시 나이 향년 52세였다.

### 능묘
능은 경기도 양주(楊州)의 광릉(光陵)이다. 후에 정희왕후가 안장될 때 동원이강형의 봉분으로 조성되었다.

### 묘호 및 시호
묘호는 세조(世祖)이며 빈청에서 세조의 묘호로 신종(神宗), 예종(睿宗), 성종(聖宗)을 추천했으나, 예종이 '나라를 중흥한 공'을 들어 세조를 제안하였고 이대로 정해졌다. 이는 세종과 문종의 치세를 부정한 것으로 해석될 수 있다. 당시 예종은 승천체도라는 시호를 뺀 사실을 신하들에게 추궁했고 공신인 좌의정 박원형은 뜻이 헛된거 같다고 했지만 예종은 듣지 않았다.  존호는 승천체도열문영무(承天體道烈文英武)이고, 시호는 혜장승천체도열문영무지덕융공성신명예흠숙인효대왕(惠莊承天體道烈文英武至德隆功聖神明睿欽肅仁孝大王)이다.
사후 일부 무속인들에 의해 무속의 신으로 숭배되기도 하였다. 그 밖에 여러 사찰에도 봉안되었다. 그를 모신 대표적인 신당으로는 1970년대까지 서울시 마포구 신수동에 있던 복개당이 있다. 이 당제는 조선시대에는 제관이 열 명이 넘을 정도로 규모가 컸으나 일제 시대에 제관이 5~6명으로 줄었다. 1978년 노인정 공사로 철거되었다. 복개당에 보관되오던 영정은 국립중앙박물관에 보관중에 있다.

## 사상과 신념

### 육조직계제
그는 왕권이 신권보다 우위에 서야 된다고 확신하였다. 따라서 의정부 서사제나 6조의 판서와 한성부 판윤->의정부 좌,우찬성->삼정승을 거쳐서 왕에게 하달되던 것을 왕이 직접 6조 판서와 한성부 판윤에게 안건에 대한 결재를 받고 직접 인사권과 영향력을 행사하려 하였다.

### 공신 견제
생육신 - 김시습(金時習)·원호(元昊)·이맹전(李孟專)·조려(趙旅)·성담수(成聃壽)·남효온(南孝溫)·유응부(兪應孚)- 은 세조가 즉위한 후, 관직을 그만두거나 관직에 나아가지 않고 그의 즉위를 부도덕한 찬탈로 규정하고 비판하면서 지내다가 죽었다. 중종반정 후 사림파가 등장하여 사육신에 대한 새로운 평가가 나오면서 이들의 절의 또한 재평가받게 되었다. 공신들의 권력이 비대해지자 세조는 재야의 김종직 등 사림파를 등용하여 그들의 월권행위를 견제하려 했다. 그러나 한편으로 한명회와 신숙주에게 무한한 신뢰를 보인 것과 홍윤성 처벌에 소극적인 것 등 이중적 태도를 취했다. 실제로 공신들의 전횡과 양민 수탈에 대해 적극적으로 처벌하지 않았다. 자신의 지지 기반이었기 때문이다.

### 수종사 복설

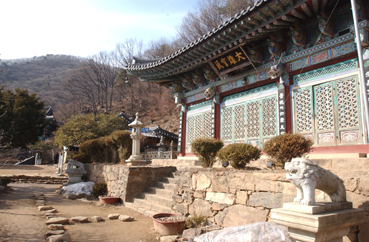
1459년 세조에 의해 복설된 수종사 전경

세조가 만년에 병을 치료하려 오대산에 갔다 돌아올 때였다. 뱃길로 한강을 따라 환궁하는 도중 밤이 되어 양수리에서 야경을 즐기고 있었다. 이 때 옆에 있는 운길산에서 때 아닌 종소리가 들렸다. 신하를 보내 알아보게 하니 절터가 있고, 바위벽에 18나한상이 줄지어 앉아 있는데 그 바위틈에서 물방울이 떨어지면서 종소리를 내고 있었다.

이 사실을 접한 세조는 매우 감동했고, 마침내 발심하여 절터에 절을 복원케 하고 이름을 수종사라 하도록 했다고 전한다. 수종사는 1459년(세조 5) 왕명에 의해 중창되었다. 종각 밑에는 세조가 직접 심었다는 은행나무가 오랜 세월만큼이나 굵은 나이테를 간직하고 있다.

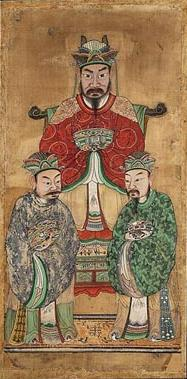
마포 복개당에 봉안되었던 세조 존영도

## 논란과 의혹

### 사육신에 대한 가혹한 숙청
사육신의 단종복위 거사에 참여했던 한 사람인 성균관사예(司藝) 김질이 실패의 두려움 또는 장인 정창손의 회유로 장인 정창손에게 거사를 알리고 함께 세조를 찾아와 반역을 고변하였다. 세조는 즉시 성삼문 이하 주모자 6인이 모두 죄인으로 끌려와서 국문을 받았다. 세조는 사육신을 친국하였다.
세조는 사육신 본인과 자녀, 부친, 형제 및 집안 직계 남성 6백여 명을 처형하고, 집안 여성, 4촌 이상은 노비로 보내거나 변방으로 유배보냈다. 그러나 몇번에 걸쳐 공신에게 노비, 관비로 분배된 이들은 세조 말년부터 서서히 석방되었고, 중종 때에 가서는 사림파에 의해 사육신의 복권 여론이 나타나기도 했다.

### 회유와 박팽년의 조롱
세조는 박팽년의 재주를 사랑하여 자신에게 귀부하여 모의사실을 숨기기만 하면 살려줄 것이라고 은밀히 유시하였다. 하위지에게도 그의 재주를 애석히 여겨 은밀히 사람을 보내 다른 사육신과 함께 정변을 일으킨 것을 시인하고 사죄하면 목숨을 구해주겠다고 약속하였다. 그러나 하위지 역시 그의 회유를 뿌리쳤다.
세조는 여러번 박팽년에게 사람을 보내 회유한다. 그런데도 그는 이미 죽음을 각오한지라 웃음만 지었을 뿐 대답을 하지 않았다. 그는 세조를 가리켜 진사(進賜)라 하고 상감(上監:왕을 높여 부르는 말)이라 부르지 않았다. 세조가 노하여 “그대가 나에게 이미 '신'이라고 칭하였는데도 지금 와서 비록 그렇게 부르지 않는다고 해서 무슨 소용이 있겠느냐?”고 하자, 그는 “나는 상왕(上王:단종)의 신하이지 나으리의 신하는 아니므로 충청감사로 있을 때에 한번도 '신'자를 쓴 일이 없다.”고 대답하였다.
박팽년이 보낸 장계와 상소를 모두 갖다보니 신하 신(臣)이 아니고 클 거(巨)로 되어 있었다. 세조는 그가 충청감사로 있을 때 올린 장계를 실제로 살펴보고 과연 '신'자가 하나도 없자 더욱 노기를 띠어 심한 고문을 가하면서 함께 모의한 자들을 대라고 하였다. 박팽년은 고문을 당하면서도 서슴없이 성삼문·하위지·유성원·이개·김문기(金文起)·성승·박정·권자신(權自愼)·송석동(宋石同)·윤영손(尹令孫)·이휘(李徽)와 자신의 아비 중림이라 대답하였다. 박팽년은 혹독한 형문을 당하면서도 세조에게 상감, 주상이라 하지 않고, 진사(進賜), 나으리(羅阿里)라고 불렀다. 그는 심한 고문으로 그달 7일에 옥중에서 죽었으며, 다음날에는 다른 모의자들도 능지처사(凌遲處死) 당하였다. 그의 아버지도 능지처사되고, 동생 대년(大年)과 아들 헌(憲)·순(珣)·분(奮)이 모두 처형되어 삼대가 참화를 입었다.
하위지 역시 1456년(세조 2) 사예 김질의 고변으로 단종복위운동이 탄로나 그도 주모자의 한 사람으로 국문(鞫)을 받게 되었다. 하위지의 재주와 능력을 높이 산 세조는 여러번 하위지에게 지금이라도 늦지 않았으니 자신을 도와달라고 하지만 하위지는 이를 거절한다.
그는 국문을 받으면서 세조에게 이르기를 “……이미 나에게 반역의 죄명을 씌웠으니 그 죄는 마땅히 주살(誅殺)하면 될 텐데, 다시 무엇을 묻겠단 말이오.” 하였다. 세조는 국문장에서 그에게 자신의 편으로 올 것을 요청하였지만 하위지는 거절한다. 그는 국문과정에서 성삼문(成三問) 등이 당한 작형(灼形, 불에 달군 쇠로 죄인의 맨살에 지지는 형벌)은 당하지 않았으나, 사육신 등 여러 절신과 함께 거열형(車裂刑)을 당하였다. 그가 처형되자 선산에 있던 두 아들 호(琥)와 박(珀)도 연좌(連坐)되어 사형을 받았다. 이때 하위지의 작은 아들 박은 어린 나이였으나 죽음 앞에서 조금도 두려워하는 기색이 없었다 한다. 그는 금부도사에게 어머니와 결별하기를 청하여 이를 허락하자 어머니에게 “……죽는 것은 두렵지 않습니다. 아버님이 이미 살해되셨으니 제가 홀로 살 수는 없습니다. 다만 시집갈 누이동생은 비록 천비(賤婢)가 되더라도 어머님은 부인의 의를 지켜 한 남편만을 섬겨야 될 줄로 압니다……”고 하직한 뒤 죽음을 받자 세상 사람들이 “그 아버지에 그 아들이라!”고 하면서 감탄하였다 한다. 다른 사육신은 아들, 아버지, 형제, 조카들까지 처형하였으나 하위지에게만은 예외를 두어 그의 어린 조카들인 하포, 하원은 사형에 처하지 않고 변방으로 유배를 보낸다.

### 사육신의 유래
단종복위운동이 있을 때 나이가 어렸던 남효온이 성장한 뒤에 이 사건의 많은 피화자 중 충절과 인품이 뛰어난 성삼문·박팽년·하위지·이개·유성원·김문기 등 여섯 사람을 골라 그 행적을 소상히 적어 후세에 남기니, 이것이 《추강집 秋江集》의 사육신전(死六臣傳)이다. 그 뒤 사육신은 조선시대의 대표적인 충신으로 꼽혀왔으며, 그들의 신원(伸寃)을 위하여 많은 사람들이 노력해오다가 마침내 1691년(숙종 17)에 이르러 이들의 관작이 회복되게 되었다.

## 평가와 비판

### 긍정적 평가
글씨에 뛰어났다는 평이 있다.
왕권을 강화했고 국방을 튼튼히 했으며, 또 비록 그의 집권을 죽음으로써 막으려 했던 이른바 사육신 문제로 그들의 아지트였던 집현전은 폐지했으나, 법전이라든지 역사서 같은 공익적 편찬 사업을 주도하는 등, 학문을 발전시킨 공적이 높이 평가되기도 한다. 그밖에 호불(護佛)의 군주였다는 평도 있다.
세조의 치세 동안 신권이 감히 넘보지 못할 정도로 왕권은 조선 역사상 최고로 강화되었다. 그러나 세조는 인의예지신(仁義禮智信)이 아닌 강압적인 철권 통치로 나라를 다스렸으며, 새로운 인재들을 과감히 발탁하기 보다는 한명회, 신숙주 등의 측근을 중심으로 나라를 다스렸다.

### 부정적 평가
계유정난을 명목으로 조카 단종을 축출하고 상왕이 된 자신의 조카의 작위를 노산군으로 격하시킨 뒤 다시 그를 죽여서 큰 도덕적 결함을 가지고 있었다. 이는 그에 의해 등용된 사림파에 의해 오랫동안 비판과 지탄의 대상이 되었다. 그런데 근래에는 세조가 문종의 사망 이전부터 왕권을 탈취하려 했으며 그 결과 자신의 형인 문종을 독살했다는 의혹도 제기되고 있다. 문종의 의관 전순의(全循義)를 시켜 문종의 병을 고의로 악화시켜 빨리 죽게 만들었다는 것이다. 왕이 사망할 경우 큰 벌을 받는 게 일반적이었으나 의관 전순의는 작은 형벌에 그쳤다가 복권되었다. 수양이 왕이 된 후 일개 의관이 일등공신으로 책봉을 받은 점에서 매우 큰 의혹이 되었으며, 조선왕조실록에 여러 정황이 나타나고 있다.
또한 자신의 정통성이 약하다보니 지나치게 공신에 의존하는 정치를 펼쳐 공신들의 무법천지가 이루어지게 된다. 남의 재산을 빼앗고 온갖 횡포를 일삼아도 처벌받는 공신은 없었고 세조가 죽을 때까지 공신 견제에 실패한다. 또 자신을 조금이라도 비판하거나 반대하는 세력은 양정이나 남용신처럼 무조건 가차없이 죽여 버리기도 하였다. 홍윤성의 경우 자신의 숙부를 살해하였으므로 세조는 기회를 봐서 그를 처벌하려 하였으나, 공신들의 강한 반대에 부딛쳐 홍윤성의 노비들을 잡아다가 곤장을 치고 투옥시키는 것으로 무마시킨다. 자신이 왕위에 오르는데 큰 기여를 한 공신들을 대부분 토사구팽하여 죽인 할아버지 조선 태종에 반해, 세조는 공신들을 내치지 않았으며 내칠 수도 없었다. 오히려 우대하여 결국 훈구파 세력을 형성하는 원인이 되기도 하였다. 토지측량 기기 의상(儀象)을 스스로 제작하기도 해 15세기 과학 발달에 크게 이바지했다는 평가도 있다.
국방과 관련해서 치적도 있지만 실책도 많다. 대표적으로 의흥 삼군부를 오위 도총부로 개편하면서 갑사를 오위 중 하나인 의흥위로 몰아버리면서 부사관에 해당하는 군 계층을 사실상 없애버린 것, 지나치게 궁시 위주로 고과를 편성해서 백병전을 취약하게 만든 것, 보법으로 정군 1명당 보인이 3명으로 편성된 것을 보인 2명으로 줄어들게 해서 보인들이 대거 이탈하게 만들고 조호를 지급하는 기준을 호 기준에서 인정 기준으로 바꿔서 군인층 붕괴를 유발한 것, 총통위를 없애버린 것 등이 있다. 이러한 세조의 실책은 조선군을 약화시키는 원인이 되었다.

## 시
| “ | 밤에 솔바람 소리 듣고 밤에 솔바람 소리 듣고 / 夜中聞松風 뚫린 창 너머로 별을 헤아려 본다 / 穿窓見天星 탄식한다. 나의 노둔한 재질을 / 歎我駑劣才 학업에 진력한들 어이 능히 이루랴? / 服業安能成 한없는 고요 속에서 박명을 알지만 / 窮靜知薄命 그 누가 이 심정을 위로해 주리 / 誰能尉此情 나는 생각한다, 그 옛날의 사람들을 / 我懷古之人 행하신 바가 성실 않음이 없네 / 所用無不誠 성실은 도를 행하는 방법 / 誠以履道方 옛 것을 익혀서 더욱 정진하리라 / 業故用彌精 큰 근본이 잘 정해져야 / 大原旣克定 온갖 인재들이 많은 영화를 누리리라. 百才享多榮 | ” |

## 기타
- 안평대군과 이현로(李賢老)의 집에 있던 글과 작품들이 많았는데, 세조는 이들을 숙청한 후에 괴상한 글과 작품이라는 이유로 모두 불태워 버렸다.[26] 안평대군은 당시 조선 최고의 명필이었다.
- 고모인 정선공주의 손자 남이와, 동생 임영대군의 아들인 귀성군 준을 총애하였다. 그러나 이들의 세력 확장을 경계한 예종에 의해 예종 즉위 후 남이와 귀성군은 숙청되었다.
- 단종의 죽음을 소재로 한 《단종애사》를 지은 소설가 춘원 이광수는 다시 그의 일대기를 소재로 한 《세조대왕》이라는 작품을 남기기도 했다.

## 가족 관계
| 조선 제7대 국왕 | 세조 世祖 | 출생 | 1417년 11월 16일 (음력 9월 24일) 조선 한성부 본궁             |
| 조선 제7대 국왕 | 세조 世祖 | 사망 | 1468년 10월 2일 (음력 9월 8일) (50세) 조선 한성부 수강궁 정전 |

|  |                        |  |  |  |  |  |  |  |  |  |  |  |  |  |  |  |
|  | 태조                   |  |  |  |  |  |  |  |  |  |  |  |  |  |  |  |
|  |                        |  |  |  |  |  |  |  |  |  |  |  |  |  |  |  |
|  |                        |  |  |  |  |  |  |  |  |  |  |  |  |  |  |  |
|  | 태종                   |  |  |  |  |  |  |  |  |  |  |  |  |  |  |  |
|  |                        |  |  |  |  |  |  |  |  |  |  |  |  |  |  |  |
|  |                        |  |  |  |  |  |  |  |  |  |  |  |  |  |  |  |
|  | 신의왕후 한씨          |  |  |  |  |  |  |  |  |  |  |  |  |  |  |  |
|  |                        |  |  |  |  |  |  |  |  |  |  |  |  |  |  |  |
|  |                        |  |  |  |  |  |  |  |  |  |  |  |  |  |  |  |
|  | 세종                   |  |  |  |  |  |  |  |  |  |  |  |  |  |  |  |
|  |                        |  |  |  |  |  |  |  |  |  |  |  |  |  |  |  |
|  |                        |  |  |  |  |  |  |  |  |  |  |  |  |  |  |  |
|  | 여흥부원군 민제        |  |  |  |  |  |  |  |  |  |  |  |  |  |  |  |
|  |                        |  |  |  |  |  |  |  |  |  |  |  |  |  |  |  |
|  |                        |  |  |  |  |  |  |  |  |  |  |  |  |  |  |  |
|  | 원경왕후 민씨          |  |  |  |  |  |  |  |  |  |  |  |  |  |  |  |
|  |                        |  |  |  |  |  |  |  |  |  |  |  |  |  |  |  |
|  |                        |  |  |  |  |  |  |  |  |  |  |  |  |  |  |  |
|  | 삼한국대부인 여산 송씨 |  |  |  |  |  |  |  |  |  |  |  |  |  |  |  |
|  |                        |  |  |  |  |  |  |  |  |  |  |  |  |  |  |  |
|  |                        |  |  |  |  |  |  |  |  |  |  |  |  |  |  |  |
|  | 세조                   |  |  |  |  |  |  |  |  |  |  |  |  |  |  |  |
|  |                        |  |  |  |  |  |  |  |  |  |  |  |  |  |  |  |
|  |                        |  |  |  |  |  |  |  |  |  |  |  |  |  |  |  |
|  | 심덕부                 |  |  |  |  |  |  |  |  |  |  |  |  |  |  |  |
|  |                        |  |  |  |  |  |  |  |  |  |  |  |  |  |  |  |
|  |                        |  |  |  |  |  |  |  |  |  |  |  |  |  |  |  |
|  | 청천부원군 심온        |  |  |  |  |  |  |  |  |  |  |  |  |  |  |  |
|  |                        |  |  |  |  |  |  |  |  |  |  |  |  |  |  |  |
|  |                        |  |  |  |  |  |  |  |  |  |  |  |  |  |  |  |
|  | 인천 문씨              |  |  |  |  |  |  |  |  |  |  |  |  |  |  |  |
|  |                        |  |  |  |  |  |  |  |  |  |  |  |  |  |  |  |
|  |                        |  |  |  |  |  |  |  |  |  |  |  |  |  |  |  |
|  | 소헌왕후 심씨          |  |  |  |  |  |  |  |  |  |  |  |  |  |  |  |
|  |                        |  |  |  |  |  |  |  |  |  |  |  |  |  |  |  |
|  |                        |  |  |  |  |  |  |  |  |  |  |  |  |  |  |  |
|  | 안천보                 |  |  |  |  |  |  |  |  |  |  |  |  |  |  |  |
|  |                        |  |  |  |  |  |  |  |  |  |  |  |  |  |  |  |
|  |                        |  |  |  |  |  |  |  |  |  |  |  |  |  |  |  |
|  | 삼한국대부인 순흥 안씨 |  |  |  |  |  |  |  |  |  |  |  |  |  |  |  |
|  |                        |  |  |  |  |  |  |  |  |  |  |  |  |  |  |  |
|  |                        |  |  |  |  |  |  |  |  |  |  |  |  |  |  |  |
|  | 영주 김씨              |  |  |  |  |  |  |  |  |  |  |  |  |  |  |  |
|  |                        |  |  |  |  |  |  |  |  |  |  |  |  |  |  |  |
|  |                        |  |  |  |  |  |  |  |  |  |  |  |  |  |  |  |

|    |                             | 본관 | 생몰년          | 부모                                                                | 비고       |
| -- | --------------------------- | ---- | --------------- | ------------------------------------------------------------------- | ---------- |
| 부 | 세종대왕 世宗大王           | 전주 | 1397년 - 1450년 | 태종대왕 太宗大王 원경왕후 민씨 元敬王后 閔氏                       | 제4대 국왕 |
| 모 | 소헌왕후 심씨 昭憲王后 沈氏 | 청송 | 1395년 - 1446년 | 청천부원군 심온 靑川府院君 沈溫 삼한국대부인 안씨 三韓國大夫人 安氏 |            |

|      | 시호                                                                        | 본관 | 생몰년          | 부모                                                                     | 비고                                               |
| ---- | --------------------------------------------------------------------------- | ---- | --------------- | ------------------------------------------------------------------------ | -------------------------------------------------- |
| 왕비 | 정희왕후 윤씨 貞熹王后 尹氏 자성왕대비 慈聖王大妃 자성대왕대비 慈聖大王大妃 | 파평 | 1418년 - 1483년 | 파평부원군 윤번 坡平府院君 尹璠 흥녕부대부인 이씨 興寧府大夫人 仁川 李氏 | - 조선 최초의 대왕대비 - 조선 최초로 수렴청정 실시 |

| 작호 | 작호                    | 본관 | 이름      | 생몰년        | 비고                              |
| ---- | ----------------------- | ---- | --------- | ------------- | --------------------------------- |
| 빈   | 근빈 박씨 謹嬪 朴氏     | 미상 |           | 1425년 - 미상 | 연산군 10년(1504년) 이후 사망     |
| 소용 | 폐소용 박씨 廢昭容 朴氏 | 미상 | 덕중 德中 | 미상 - 1465년 | 세조 11년(1465년) 교수형에 처해짐 |
| 숙원 | 숙원 신씨 淑媛 申氏     | 고령 |           | 미상          |                                   |

| 작호 | 작호                                | 이름      | 생몰년          | 생모          | 배우자 | 비고                                                  |
| ---- | ----------------------------------- | --------- | --------------- | ------------- | --- | ----------------------------------------------------- |
| 1    | 덕종대왕 德宗大王 의경세자 懿敬世子 | 장 暲     | 1438년 - 1457년 | 정희왕후 윤씨 | 소혜왕후 한씨 昭惠王后 韓氏 인수대비 仁粹大妃                                                                                   | 제9대 국왕 성종의 생부 성종 6년(1475년) 덕종으로 추존 |
| 2    | 덕원군 德源君                       | 서 曙     | 1449년 - 1498년 | 근빈 박씨     | 임천군부인 김씨 林川郡夫人 金氏 봉산군부인 윤씨 鳳山郡夫人 尹氏 안성군부인 양씨 安城君夫人 楊氏 창녕군부인 성씨 昌寧郡夫人 成氏 |                                                       |
| 3    | 예종대왕 睿宗大王 해양대군 海陽大君 | 황 晄     | 1450년 - 1469년 | 정희왕후 윤씨 | 장순왕후 한씨 章順王后 韓氏 안순왕후 한씨 安順王后 韓氏                                                                         | 제8대 국왕                                            |
| 4    | 창원군 昌原君                       | 성 晟     | 1458년 - 1484년 | 근빈 박씨     | 덕양군부인 노씨 德陽郡夫人 盧氏 광성군부인 정씨 光城郡夫人 鄭氏 군부인 한씨 郡夫人 韓氏                                         |                                                       |
| 5    | ▨▨군 ▨▨君                           | 아지 阿只 | 1459년 - 1463년 | 폐소용 박씨   | |                                                       |

| 작호 | 작호              | 생몰년          | 생모          | 배우자                      | 비고 |
| ---- | ----------------- | --------------- | ------------- | --------------------------- | ---- |
| 1    | 의숙공주 懿淑公主 | 1441년 - 1477년 | 정희왕후 윤씨 | 하성위 정현조 河城尉 鄭顯祖 |      |
| 2    | ▨▨공주 ▨▨公主     | 미상            | 정희왕후 윤씨 |                             |      |

## 세조가 등장한 작품

### 드라마
- 1974년, KBS, 《충의》 배우 : 백일섭

- 1980년, KBS, 《파천무》 배우 : 김흥기

- 1984년~1985년, MBC, 《설중매》 배우 : 남성우

- 1990년, KBS, 《파천무》 배우 : 유동근

- 1994년, KBS, 《한명회》 배우 :서인석

- 1998년~2000년, KBS, 《왕과 비》 배우 : 임동진

- 2007년~2008년, SBS, 《왕과 나》 배우 : 김병세

- 2008년, KBS, 《대왕 세종》 배우 : 서준영

- 2011년, KBS, 《공주의 남자》 배우 : 김영철

- 2011년~2012년, JTBC, 《인수대비》 배우 : 김영호

- 2016년, KBS, 《장영실》 배우 : 고영빈

- 2018년, TV조선, 《대군-사랑을 그리다》 배우 : 주상욱

### 영화
- 1963년, 《단종애사》 배우 : 이예춘

- 1970년, 《세조대왕》 배우 : 신영균

- 1988년, 《칠삭둥이의 설중매》 배우 : 강신성일

- 2013년, 《관상》 배우 : 이정재

- 2019년 , 《광대들 : 풍문조작단》 배우 : 박희순

### 연극
- 1997년, 《태》 배우 : 김재건

- 2005년, 《길》 배우 : 부재호

- 2007년, 《태》 배우 : 김재건

- 2008년, 《길》 배우 : 이지수

- 2012년, 《전하의 봄》 배우 : 강진휘

## 저서와 작품

### 저서
- 《석보상절》(釋譜詳節)
- 《월인석보》(1459)
- 《역대병요》 (歷代兵要)

### 작품
- 공주 마곡사 영산전 현판
- 세조 친필수결의 용문사 면세 교지(보물 729호)
- 오대산 상원사 중창권선문 현판(보물 제140호)

## 문학
- 이광수, 《세조대왕》
- 이정근, 《수양대군 길에서 길을 묻다》<ISBN 978-89-5861-133-2>

## 같이 보기
| - 조선왕조실록 - 조선 왕 가계도 - 계유정난 - 세조 찬위 - 이징옥의 난 - 이시애의 난 - 한명회 - 신숙주 - 권람 - 윤호 - 양정 - 안평대군 - 금성대군 - 김종서 - 단종 - 황보인 - 이보흠 - 김질 - 정창손 | - 광릉 - 광릉 수목원 - 단종 복위 운동 - 양정 - 영응대군 - 월인석보 - 윤번 - 윤사분 - 윤사흔 - 윤사윤 - 이수형 - 정인지 - 정창손 - 정현조 - 집현전 - 하위지 - 태종 - 혜빈 양씨 - 홍달손 | - 남이 - 석보상절 - 월인천강지곡 - 사육신 - 생육신 - 성삼문 - 박팽년 - 박종우 - 정숭조 - 봉석주 - 홍윤성 |

## 관련 서적
- 李浩權, “석보상절의 서지와 언어”, 國語學叢書39, 國語學會, 2001년
- 이덕일, 사화로 보는 조선 역사 (석필, 2000)